# Matthieu Androdias
Matthieu Androdias (La Rochelle, 11 de junho de 1990) é um remador francês, campeão olímpico.

## Carreira
Androdias conquistou a medalha de ouro nos Jogos Olímpicos de Verão de 2020 em Tóquio na prova de skiff duplo masculino, ao lado de Hugo Boucheron, com o tempo de 6:00.33.